# Bidlo (tkalcovství)

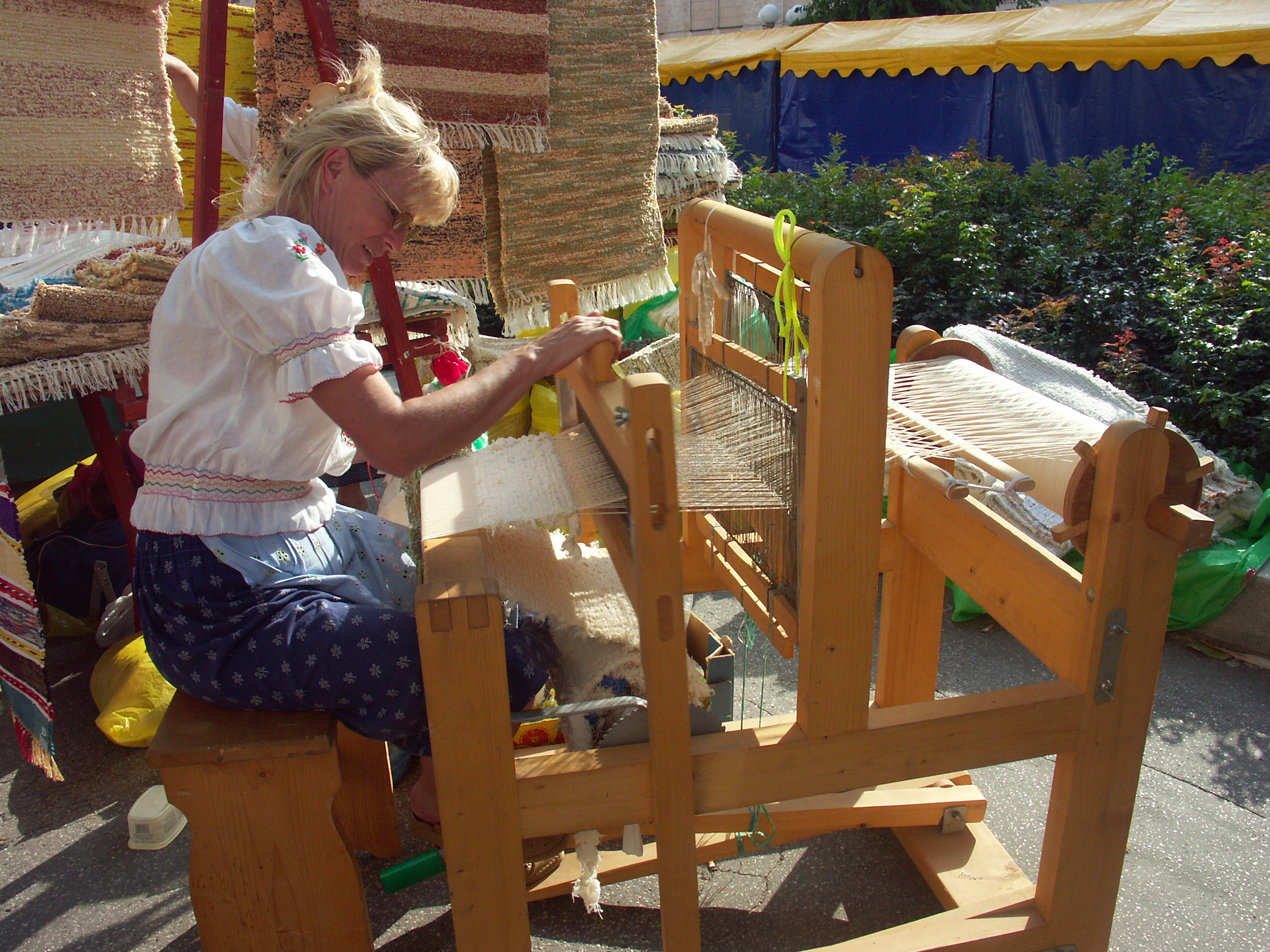
Bidlo na ručním stavu

Bidlo (angl.: batten, něm.: Weblade) je zařízení na tkacím stroji, jehož hlavní funkcí je příraz útku k hotové tkanině.
Příraz útku je umožněn kývavým pohybem bidla mezi brdem a koncem utkaného zboží.
Na bidle je upevněn paprsek, kterým procházejí osnovní niti. Při každé otáčce stroje se mezi nitěmi vytvoří mezera – prošlup, do něhož se zavede útková nit. Paprsek se potom přiklání ke tkanině a přidává k ní tak další útek.

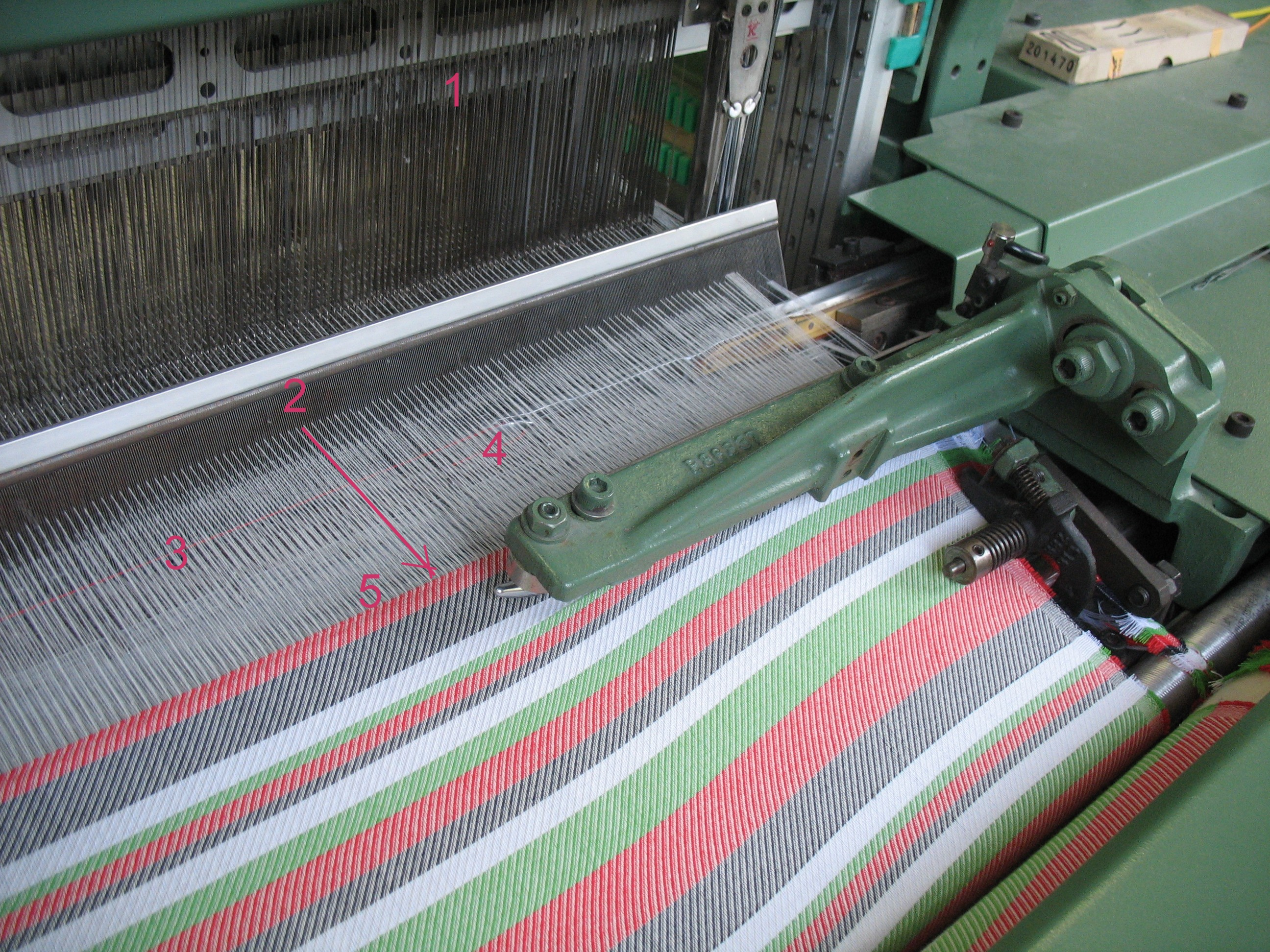
Příraz útku na jehlovém tkacím stroji

Snímek vlevo ukazuje ruční stav, na kterém tkadlena táhne směrem k sobě pravou rukou bidlo s paprskem a tak provádí příraz útku.
Na snímku vpravo je část moderního tkacího stroje. Před paprskem (2) umístěným mezi listy brda (1) a hotovou tkaninou (5) se vytvořil z osnovních nití (4) prošlup, kterým se protáhl útek (3). V následujícím okamžiku se paprsek pohybuje směrem naznačeným červenou šipkou a přiráží útkovou nit ke tkanině.
Pohyby bidla vychází od hlavní hřídele stroje, odkud se přenáší klikovým nebo vačkovým mechanizmem. Na některých nových strojích se bidlo pohání servomotorem. 